# Parafia Ofiarowania Najświętszej Maryi Panny w Górnie
Parafia Ofiarowania Najświętszej Maryi Panny w Górnie − parafia rzymskokatolicka znajdująca się w diecezji rzeszowskiej w dekanacie Sokołów Małopolski. Erygowana 15 stycznia 1599 roku.